# Clark Wissler
Clark David Wissler (Hagerstown, 18 settembre 1870 – New York, 25 agosto 1947) è stato un antropologo statunitense.

## Biografia
Docente alla Yale University, fu grande studioso degli indiani d'America e raccolse i suoi studi su tale popolazione nel trattato Gli Indiani degli USA (1940).
Cercò di datare vari aspetti socio-culturali delle antiche comunità basandosi sulla distribuzione geografica. Tale procedimento è detto area cronologica.